# Маріяна Петір
Маріяна Петір (хорв. Marijana Petir; нар. 4 жовтня 1975, Кутина) — хорватська політична діячка, депутат хорватського парламенту, депутат Європарламенту 8-го скликання, колишня заступниця жупана, заступниця голови Хорватської селянської партії (ХСП), керівниця Управління з пропагування соціального вчення католицької церкви Сисацької дієцезії.

## Життєпис
За професією вчителька. Закінчила природничо-математичний та католицько-богословський факультети Загребського університету за напрямами «біологія» і «теологія» відповідно.. В тому ж університеті закінчила і аспірантуру. Долучилася до діяльності Хорватської селянської партії, піднявшись по щаблях партійної кар'єри до посади заступниці голови цієї партії. У 2002—2003 роках засідала в хорватському парламенті. Працювала в комітеті з прав людини і прав нацменшин.
З листопада 2004 до січня 2005 року була речницею виборчого штабу президента Хорватії Степана Месича, який на президентських виборах 2005 пройшов на другий свій строк.
З червня 2005 до січня 2008 року обіймала посаду заступниці жупана Сисацько-Мославинської жупанії. У тому часовому проміжку була і головинею регіональної партійної організації ХСП у Центральній Хорватії.
З 2007 до 2011 року вдруге була депутаткою парламенту країни..
2011 року щорічний гей-парад «ЗагребПрайд» назвав її «гомофобом десятиліття» з огляду на те, що вона виявилася єдиним представником хорватського парламенту, який голосував проти закону цієї держави про боротьбу з дискримінацією.
2014 року пройшла в Європарламент від Патріотичної коаліції. Там працювала в комітеті з питань сільського господарства і розвитку сільської місцевості та в комітеті з прав жінок і гендерної рівності.
Євродепутаткою була по 2019 рік. 2020 року за списком Хорватської демократичної співдружності знову виборола мандат депутата хорватського парламенту.
Головна ділянка її професійної діяльності — зв'язки з громадськістю, а у своїй політичній роботі віддає перевагу питанням жіночих прав та охорони довкілля.